# 猴脑

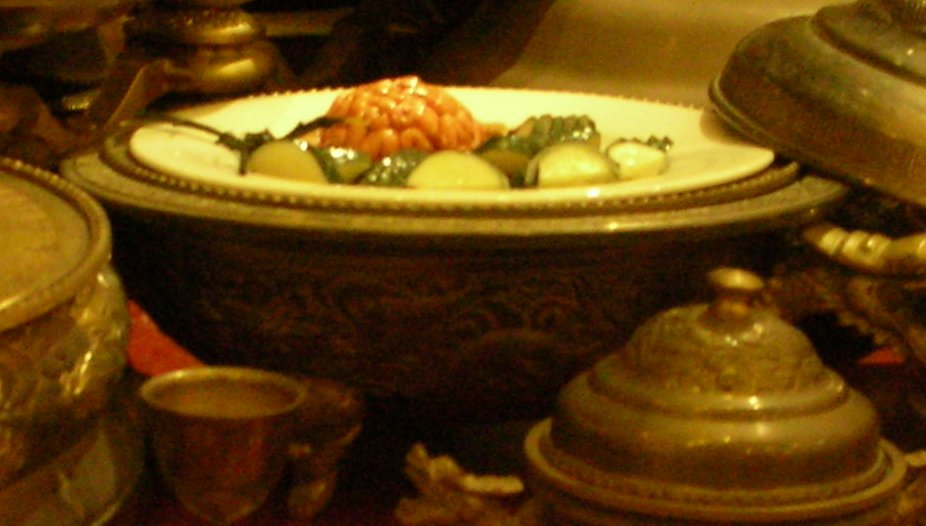
稻鄉飲食文化博物館模擬的滿漢全席中的猴腦

猴腦，為中國十大禁菜之一。猴腦據傳多以生吃，吃猴腦的餐桌中间开一洞，其大小可穿进猴头。待猴頭伸出桌面時，將活猴的頭骨擊碎，再淋上熱油，用銀勺挖出腦髓食用，這種食用方法的確是真實。
現實中吃猴腦的案例是存在的，例如臺灣桃園縣（今桃園市）曾有民眾受邀食用一隻幼年臺灣獼猴的腦。但該民眾見幼猴哀嚎，頓覺不忍，故並未吃下，並且花錢將幼猴買下後轉送桃園縣政府農業局進行緊急救治與收容。越南也曾有人直播生吃猴腦、煮猴肉，結果引來網民撻伐。